# Cuju

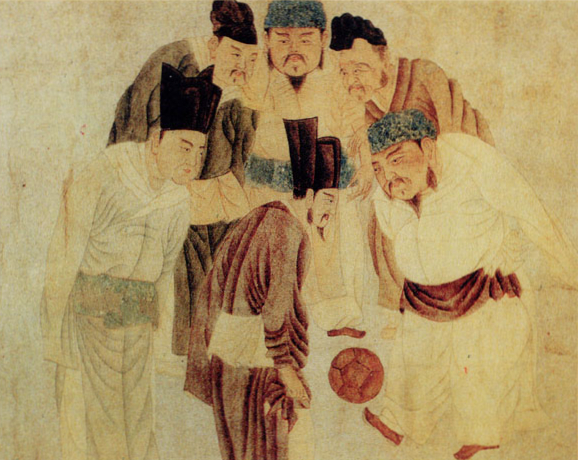
Song-Kaiser Taizu beim Spiel mit Premierminister Zhao Pu, Gemälde von Qian Xuan (1235–1305)

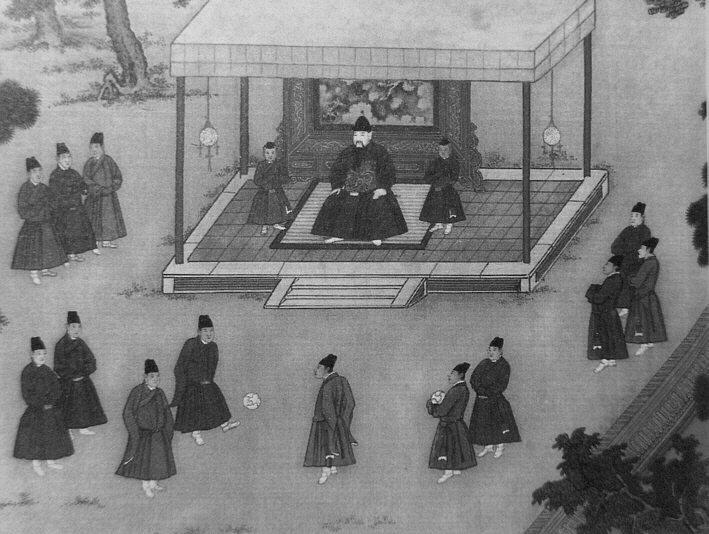
Der Yongle-Kaiser (1402–1424) schaut seinen Eunuchen beim Spiel zu.

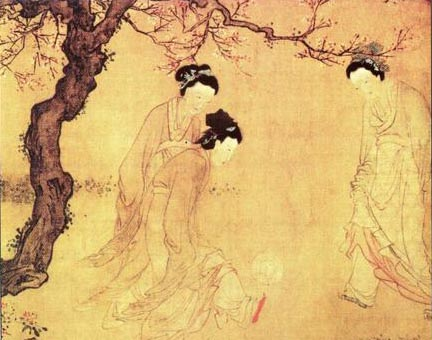
Darstellung aus der Ming-Dynastie

Cuju (chinesisch 蹴鞠, Pinyin cùjū, W.-G. ts’u-chü, auch Ts’u Chü oder Ts’u Kü) war ein asiatisches Ballspiel, das als Vorläufer des Fußballs gilt.

## Geschichte
Cuju wurde spätestens im 3. Jahrhundert vor unserer Zeitrechnung gespielt. Der ursprünglich mit Federn und Haaren gefüllte Lederball musste durch eine nur 30–40 cm breite Öffnung in ein schmales Netz befördert werden, das an zwei langen Bambusstangen befestigt war. 
Während der Tang-Dynastie wechselte man zu einem mit Luft gefüllten Ball. Daraus bildeten sich die Varianten Zhu Qiu und Bai Da.
In der Ming-Dynastie ließ das Interesse an dem Sport nach. Erst im 20. Jahrhundert, als das Fußballspiel globalisiert wurde, erlangte das Spiel in China wieder an Bedeutung.